# Albiano d'Ivrea
Albiano d'Ivrea és un comune (municipi) de la ciutat metropolitana de Torí, a la regió italiana del Piemont, situat a uns 55 quilòmetres al nord-est de Torí. A 1 de gener de 2019 la seva població era de 1.646 habitants.
Albiano d'Ivrea limita amb els següents municipis: Bollengo, Ivrea, Palazzo Canavese, Piverone, Azeglio, Caravino i Vestignè.
L'economia es basa principalment en la producció de cereals i farratge.